# Lövsjön (Graninge socken, Ångermanland)
Lövsjön är en sjö i Sollefteå kommun i Ångermanland och ingår i Ångermanälvens huvudavrinningsområde. Sjön har en area på 1,52 kvadratkilometer och ligger 229,1 meter över havet. Sjön avvattnas av vattendraget Vinbäcken.

## Delavrinningsområde
Lövsjön ingår i det delavrinningsområde (699942-155740) som SMHI kallar för Utloppet av Lövsjön. Medelhöjden är 270 meter över havet och ytan är 8,28 kvadratkilometer. Det finns inga avrinningsområden uppströms utan avrinningsområdet är högsta punkten. Vinbäcken som avvattnar avrinningsområdet har biflödesordning 4, vilket innebär att vattnet flödar genom totalt 4 vattendrag innan det når havet efter 76 kilometer. Avrinningsområdet består mestadels av skog (79 procent). Avrinningsområdet har 1,52 kvadratkilometer vattenytor vilket ger det en sjöprocent på 18,3 procent.